# Ljubomir Vračarević
Ljubomir "Ljuba" Vračarević (ur. 6 maja 1947 w miejscowości Varaždin w Jugosławii, zm. 18 listopada 2013 w Belgradzie) – instruktor samoobrony z Jugosławii, twórca real aikido.